# Garcia (Salvador)
O Garcia é um dos mais antigos e tradicionais bairros da cidade de Salvador, capital da Bahia. Está localizado na região do centro da cidade e é um dos bairros mais altos de Salvador, estando mais de 80 metros acima do nível do mar.

## História
Recebe esse batismo devido à presença, antigamente, da fazenda do Conde Garcia D'Avila, senhor da Casa da Torre, verdadeira sesmaria que abarcava metade do atual território do Estado. A porteira da fazenda ficava na área onde hoje situa-se o Colégio Edgard Santos.[carece de fontes?]
O nobre morava no Palácio Conde dos Arcos, que hoje faz parte da Fundação Dois de Julho, que abrange o Colégio Dois de Julho e a Faculdade Dois de Julho. Hoje, o palácio é preservado como Patrimônio Histórico.[carece de fontes?]
Ali se estabeleceu a primeira pizzaria de Salvador, a Giovani, a qual fechou suas portas há anos, sendo que seu espaço físico atualmente é ocupado por outro estabelecimento do mesmo ramo.[carece de fontes?]
Fato é que o Garcia é bairro central e populoso, abrigando nos seus limites as sedes de três tradicionais colégios de Salvador: Colégio Dois de Julho, Colégio Antônio Vieira e Sacramentinas (ambos fundados por missões católicas). Atualmente é um bairro tipicamente residencial, embora tenha aumentado sensivelmente o número de estabelecimentos comerciais (delicatessens, salões de beleza, farmácias, mercados e bancos), sendo abastecido por diversas linhas de ônibus.[carece de fontes?]
É bairro central e limítrofe ao Campo Grande, ficando sua entrada principal situada ao lado do Teatro Castro Alves. Lá também se situa a Radio Excelsior, a Cúria e a Capela Sagrada Família, antigo colégio das Dorotéias.[carece de fontes?]

## Demografia
Foi listado como um dos bairros menos perigosos de Salvador, segundo dados do Instituto Brasileiro de Geografia e Estatística (IBGE) e da Secretaria de Segurança Pública (SSP) divulgados no mapa da violência de bairro em bairro pelo jornal Correio em 2012. Ficou entre os bairros mais tranquilos em consequência da taxa de homicídios para cada cem mil habitantes por ano (com referência da ONU) ter alcançado o segundo nível mais baixo, com o indicativo "1-30", sendo um dos melhores bairros na lista.
Em 2017 foi divulgado que a facção criminosa BDM (Bonde do Maluco) que exerce controle sobre o tráfico de drogas na Bahia atua sobre o bairro.